# Manicouagan (rivier)
De  Manicouagan is een rivier in het zuidoosten van Quebec in Canada. De rivier ontspringt in het Manicouagan Reservoir en stroomt vandaar naar het zuiden. De monding ligt in Saint Lawrence bij Baie-Comeau. De naam wordt ook wel afgekort tot Manic. In de rivier liggen diverse grote waterkrachtcentrales van Hydro-Québec.

## Waterkrachtcentrales
Vanaf de jaren vijftig van de 20e eeuw trok de rivier de aandacht van Hydro-Québec als locatie voor waterkrachtcentrales. In 1953 werd de eerste centrale in gebruik genomen. Er staat per eind december 2012 zo’n 6.045 MW aan vermogen opgesteld langs de rivier. Na de La Grande is dit de belangrijkste rivier voor het nutsbedrijf voor de opwekking van elektriciteit.
| Naam          | Type centrale | Vermogen (in MW) | Aantal turbines | Valhoogte (in meters) | Ingebruikname (jaar) |
| ------------- | ------------- | ---------------- | --------------- | --------------------- | -------------------- |
| Manic-5       | Stuwmeer      | 1.596            | 8               | 142                   | 1970-71              |
| René-Lévesque | Rivier        | 1.244            | 6               | 94                    | 1975-76              |
| Jean-Lesage   | Rivier        | 1.145            | 8               | 70                    | 1965-67              |
| Manic-5-PA    | Stuwmeer      | 1.064            | 4               | 144                   | 1989-90              |
| Toulnustouc   | Stuwmeer      | 526              | 2               | 152                   | 2005                 |
| McCormick     | Rivier        | 235              | 7               | 38                    | 1952                 |
| Manic-1       | Rivier        | 184              | 3               | 37                    | 1966-67              |
| Hart-Jaune    | Stuwmeer      | 51               | 3               | 40                    | 1960                 |

- Virtual International Authority File: 315528981